# Holbæk (stacja kolejowa)
Holbæk - stacja kolejowa w Holbæk, w regionie Zelandia, w Danii. Jest stacją końcową linii Odsherredsbanen, jak również ważnym węzłem na Nordvestbanen.
Nowy modernistyczny budynek został zaprojektowany przez Ole Ejnara Bondinga i wybudowany w 1972.